# Église Saint-Andéol de Bourg-Saint-Andéol
L'église Saint-Andéol est une église située à Bourg-Saint-Andéol, en France.

## Localisation
L'église est située sur la commune de Bourg-Saint-Andéol, dans le département français de l'Ardèche.

## Historique

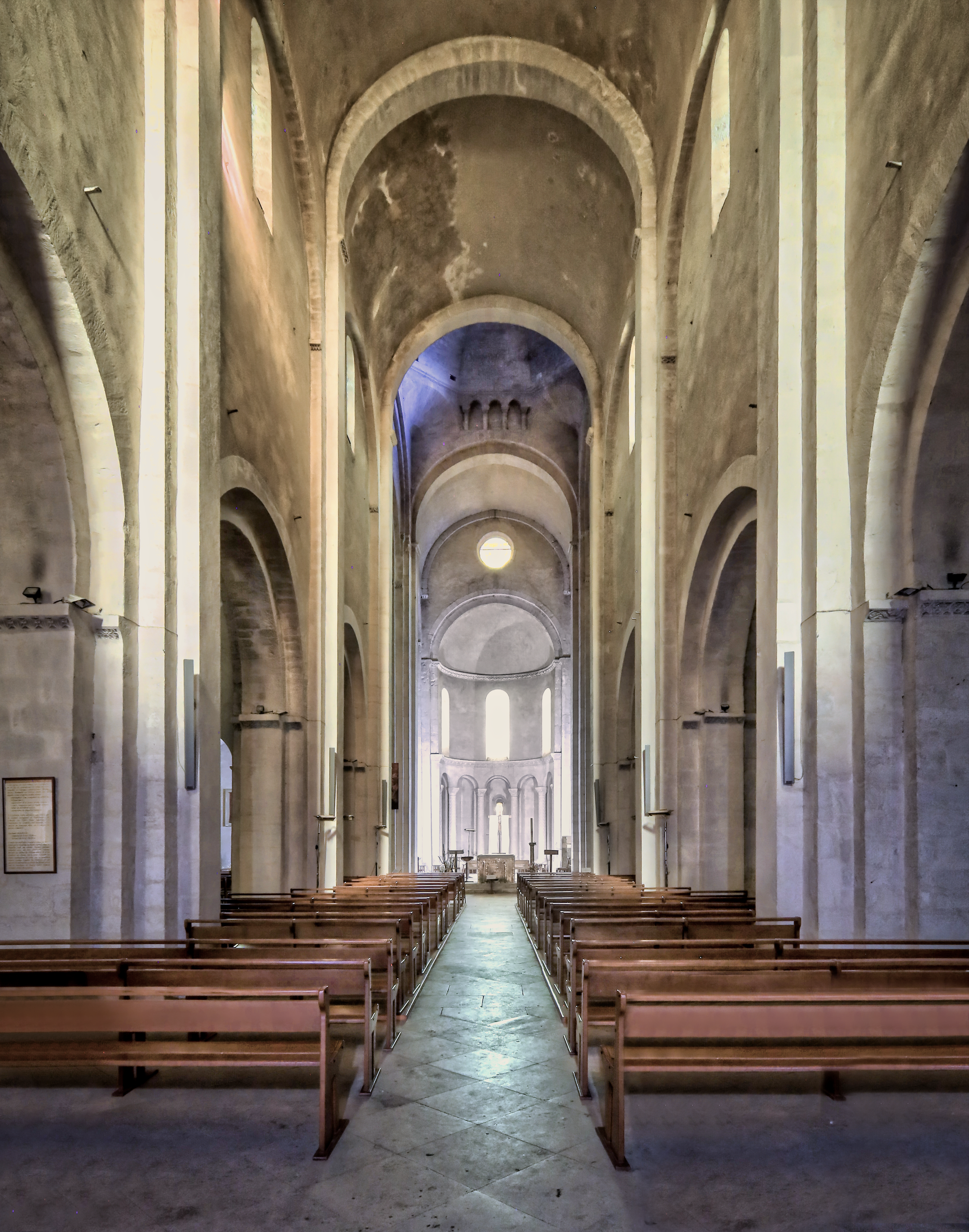
La nef

L'église est placée sous le patronage d'Andéol, évangélisateur de la région de Viviers, disciple de Polycarpe de Smyrne, et compagnon de saint Bénigne.
En 1108, l'évêque la confie aux chanoines de Saint-Ruf, au nombre de six. L'église actuelle est alors construite. Elle conserve quelques traces sculptées d'un précédent édifice carolingien. Elle a été consacrée le 28 février 1119 par le pape Calixte II. Le cloître des chanoines qui la borde fut élevé autour de 1200. 
L'église fut mise à sac par le baron des Adrets en 1598. L'ordre de Saint-Ruf périclite au XVIIIe siècle. En 1772 la communauté est dissoute.
En 1875 commence une campagne de restauration qui cherche à lui rendre un aspect roman.
Les vitraux sont issus d’une commande publique à l'artiste Jean-Pierre Bertrand et réalisés en 1991 par le maître verrier Florent Chaboissier.

## Protection
L'édifice est classé au titre des monuments historiques en 1862.